# Paolo Fresu
Paolo Fresu (* 10. Februar 1961 in Berchidda, Sardinien) ist ein italienischer Jazztrompeter, Flügelhornist und Komponist.

## Biografie
Paolo Fresu begann seine Karriere in einer lokalen Band in seiner Heimatstadt, wo der Jazzbassist Bruno Tommaso auf ihn aufmerksam wurde und ihn 1982 in seine Band holte. Er studierte bis 1984 am Konservatorium von Sassari und besuchte danach die Universität für Musik und Bildende Künste in Bologna als Schüler des Trompeters Enrico Rava. Bereits 1985 veröffentlichte Fresu sein erstes Album Ostinato. Im folgenden Jahr 1986 begleitete er Bruno Tommaso auf einer Tournee in die Vereinigten Staaten. Die folgende Zusammenarbeit mit Furio Di Castri (Bass) und Aldo Romano (Schlagzeug) war äußerst erfolgreich.
Paolo Fresu trat mit seinem Angel Quartet mit Nguyên Lê, Antonello Salis, Furio Di Castri und Roberto Gatto auf, sowie mit dem Paolo Fresu Quintet and Sextet, mit Tino Tracanna (sax), Roberto Cipelli (p), Attilio Zanchi (b), Ettore Fioravanti (dr); im Duo mit Furio di Castri, im Trio mit Di Castri und James Taylor (The Open Trio), der Band Palatino (mit Glenn Ferris, Michel Benita und Aldo Romano), der Formation P.A.F. (mit Furio di Castri und Antonello Salis) sowie mit Jon Balke und Pierre Favre (Fresu-Di Castri-Balke-Favre) und der Band Paolo Fresu Euro4th.
Sein Stil wird oft mit dem des Miles Davis der 1950er Jahre verglichen. In seinen späteren Werken, wie Ensalada Mistica 1994 mit Gianluigi Trovesi aufgenommen oder dem im Jahr 2000 bei RCA Victor eingespielten Album Melos emanzipierte er sich von seinem Frühstil.
Seit 1989 ist Fresu Direktor des Nuoro Jazz Seminars im sardischen Nuoro. 2007 nahm er mit Richard Galliano und Jan Lundgren für das ACT-Label das Album Mare Nostrum auf, das 2011 für 10.000 verkaufte Einheiten in Deutschland mit Gold ausgezeichnet wurde und spielte auf dem JazzBaltica Festival. 2021 veröffentlichte er mit einer All-Star-Besetzung sein Album Heroes – a Tribute to David Bowie (2021).
Im Laufe seiner Karriere wirkte Fresu bei Schallplatteneinspielungen von Gianluigi Trovesi (Roccellanea, 1983), Paolo Damiani (Poor Memory, 1987), Paolo Carrus (Sardegna Oltre Il Mare, 1992; Odras, 1997), Furio Di Castri (Urio, 1993; Fellini, 1999), Michel Portal (Cinémas, 1995), Giorgio Gaslini (Jelly’s Back in Town, 1996), Guido Manusardi (The Village Fair, 1996) sowie Pier Paolo Pozzi (2000) mit. Mit Enrico Rava spielte er Würdigungen an die Trompeter-Idole Miles Davis und Chet Baker ein (Shades of Chet, 2001; Play Miles Davis, 2002). Mit Carla Bley nahm er The Lost Chords Find Paolo Fresu, 2007 auf.
2016 nahm er eine instrumentale Version von dem bis 2025 noch nicht als Studioaufnahme veröffentlichten Lied What Lies Ahead von Peter Gabriel mit dem kubanischen Jazz-Pianist Omar Sosa und dem italienischen Cellist Piero Salvatori auf und schickte diese an Gabriel. Dieser gab die Erlaubnis diese in ein jazzigeres Gebiet gebrachte Aufnahme zu veröffentlichen, da er diese sehr gefühlvoll und mit Herz gespielt fand. Diese Aufnahme wurde auch auf Fresus Album Eros veröffentlicht. Fresu ist mit Solo-Trompete auf Peter Gabriels am 1. Dezember 2023 veröffentlichten achten Studioalbum mit neuem Originalmaterial i/o bei dem Titel Live And Let Live als Solist zu hören.

## Diskografie (Auswahl)

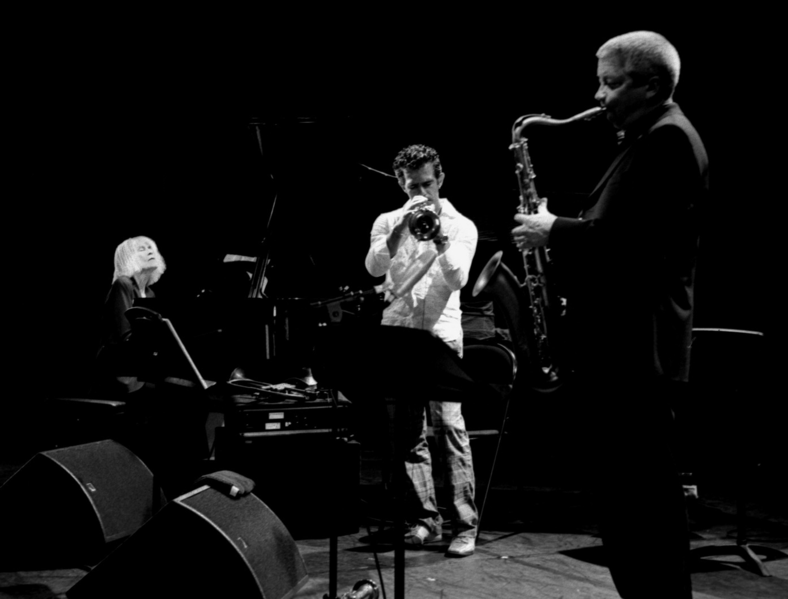
Paolo Fresu (Mitte) mit Carla Bley und Andy Sheppard

- Inner Voices feat. David Liebman (Splasc(h) Records, 1986)
- Ossi Di Seppia feat. G. Trovesi (Splasc(h) Records, 1991)
- Ballads (Splasc(h) Records, 1992)
- Night on the City (OWL-EMI, 1995)
- Paolo Fresu 6th + Orchestra – Utopia – 6 X 30 (Onyx, 1996)
- Paolo Fresu 5th / Erwin Vann – Wanderlust (RCA/Victor BMG, 1997)
- Mare Nostrum mit Richard Galliano & Jan Lundgren (ACT, 2007, DE: Gold (German Jazz Award))[9]
- Chiaroscuro mit Ralph Towner (ECM Records 2009)
- The Blue Note Years mit seinem Quintett und Uri Caine, 2 CD (EMI/Blue Note, 2005–2009)
- Mistico Mediterraneo mit A Filetta und Daniele di Bonaventura (2011)
- Alma mit Omar Sosa, Jaques Morelenbaum (Tuk Music, 2012)
- Desertico, Paolo Fresu Devil Quartet; Bonsai (Harmonia Mundi, 2013)
- Paolo Fresu & Omar Sosa Eros (Ota Records, 2016, mit Natacha Atlas, Jaques Morelenbaum)
- Danielsson, FresuSummerwind (ACT, 2018)
- Paolo Fresu, Richard Galliano, Jan Lundgren Mare Nostrum III (ACT, 2019)
- Fresu • Magoni • Petrella • Diodati • Ponticelli • Meyer Heroes (Tuk Music, 2021)
- Triosence Giulia (Okeh Records/Sony, 2022, Fresu nur auf drei Titeln)
- Paolo Fresu / Daniele di Bonaventura / Pierpaolo Vacca: Tango Macondo (Tuk Music, 2022)[10]
- Kind of Miles (Tuk Music, 2025)